# کاستل روکرو
کاستل روکرو (به ایتالیایی: Castel Rocchero) یک کومونه در ایتالیا است که در استان آسته واقع شده‌است.

## خصوصیات
کاستل روکرو ۵٫۶ کیلومترمربع مساحت و ۴۰۲ نفر جمعیت دارد و ۴۱۴ متر بالاتر از سطح دریا واقع شده‌است.